# Federico Donaver
Federico Donaver (Génova, 1861 – 1915), fue un historiador y docente italiano.

## Biografía
Conocido por ser el autor de un libro sobre la historia de Génova (Storia della repubblica di Genova), impreso por Libreria Editrice Moderna de Galleria Mazzini (Génova), primera edición de 1890 y reediciones en años sucesivos. También fue autor de un compendio sobre las calles de Génova, Vie di Genova, publicado por el mismo editor en 1912.
Para la escuela escribió a fines del XIX el libro Casa nostra - Geografía e Historia, con nociones de geografía que se ajustan a los programas para 3º de primaria (el texto se definió como Operetta adottata nelle scuole municipali di Genova), de la cual la editorial Istituto dei Sordomuti publicó varias ediciones revisadas y ampliadas. El libro contenía, además de mapas geográficos ilustrativos, las descripciones detalladas del valor histórico relacionadas con el período en el que la región de Liguria la componían dos provincias, la provincia de Génova y la provincia de Porto Maurizio.
En la ciudad de Génova, Donaver proporcionó, en el contexto de la entonces relativamente joven nación de Italia, descripciones detalladas sobre el aspecto general, la orientación, la población y la subdivisión demográfica, notas sobre el puerto, estaciones ferroviarias, carreteras y plazas. Los mercados, los paseos, los palacios, los monumentos históricos, lugares de culto religioso, establecimientos de beneficencia, institutos educativos, acueductos (incluido el histórico Acueducto de Génova).
Trató ampliamente el cementerio monumental de Staglieno, y respecto al área genovesa da información general, particularmente información geográfica, con indicaciones de las montañas, promontorios, ríos, lagos, islas, así como de los principales lugares habitados. Igualmente, de Porto Maurizio da información general sobre la ciudad y sus alrededores, incluido San Remo.
Donaver fue autor de numerosos escritos, incluido Asilo Infantile Tolot di Genova. Memoria storico-pedagogica, de 1891, referido a una institución filantrópica privada promovida por la Marquesa Giuseppina Tolot Lomellini y dedicada a los niños pobres, institución de la que Donaver fue secretario en el momento de la fundación.
Sus otros escritos incluyen: Un episodio de la vida de Vincenzo Ricci (en Giornale ligustico di archeologia, storia e belle arti. Fundada y dirigida por Luigi Tommaso Belgrano y Achille Neri, año 21, vol. 1, 1896) y e Lettere di Bianca Rebizzo a Vincenzo Ricci (en Giornale storico e letterario della Liguria, diretto da Achille Neri e Ubaldo Mazzini, vol. 1, 1900)
Su ciudad matal, Génova, le ha dedicado una calle en el barrio de San Fruttuoso.